# Catedral de Quimper
La catedral de Saint-Corentin està situada a la població bretona de Quimper, a França. Quan es va construir, es va triar per a això l'anterior emplaçament d'un antic santuari romànic, l'església de Nostra Senyora, edificada el segle xi.
Es tracta d'una de les tres catedrals d'estil gòtic existents a Bretanya, juntament amb les existents a les ciutats de Saint-Pol-de-Léon i de Tréguier.
La catedral està consagrada a sant Corentín, patró de Quimper i primer bisbe de la ciutat.

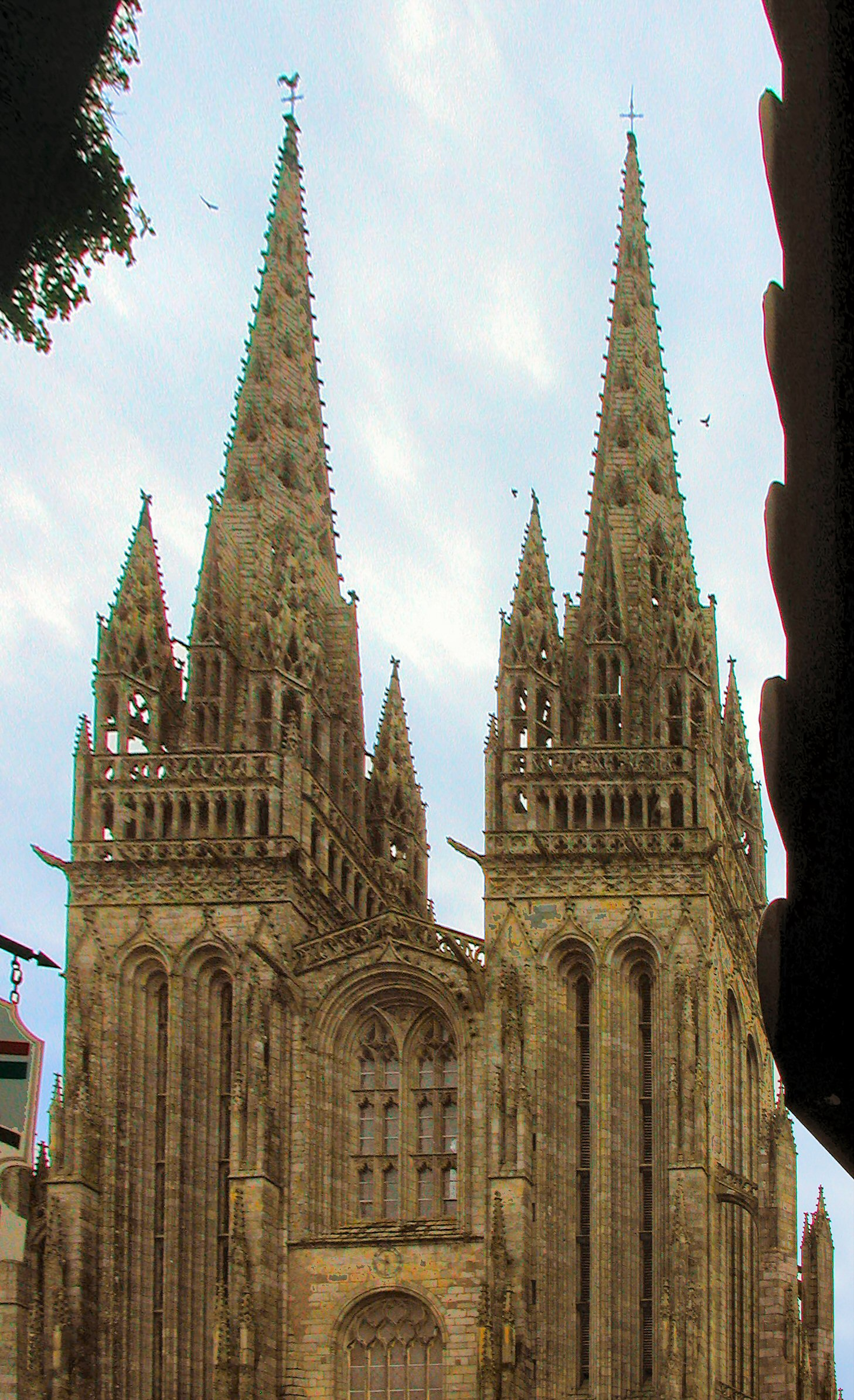
Vista de les torres de la Catedral de Saint-Corentin de Quimper.

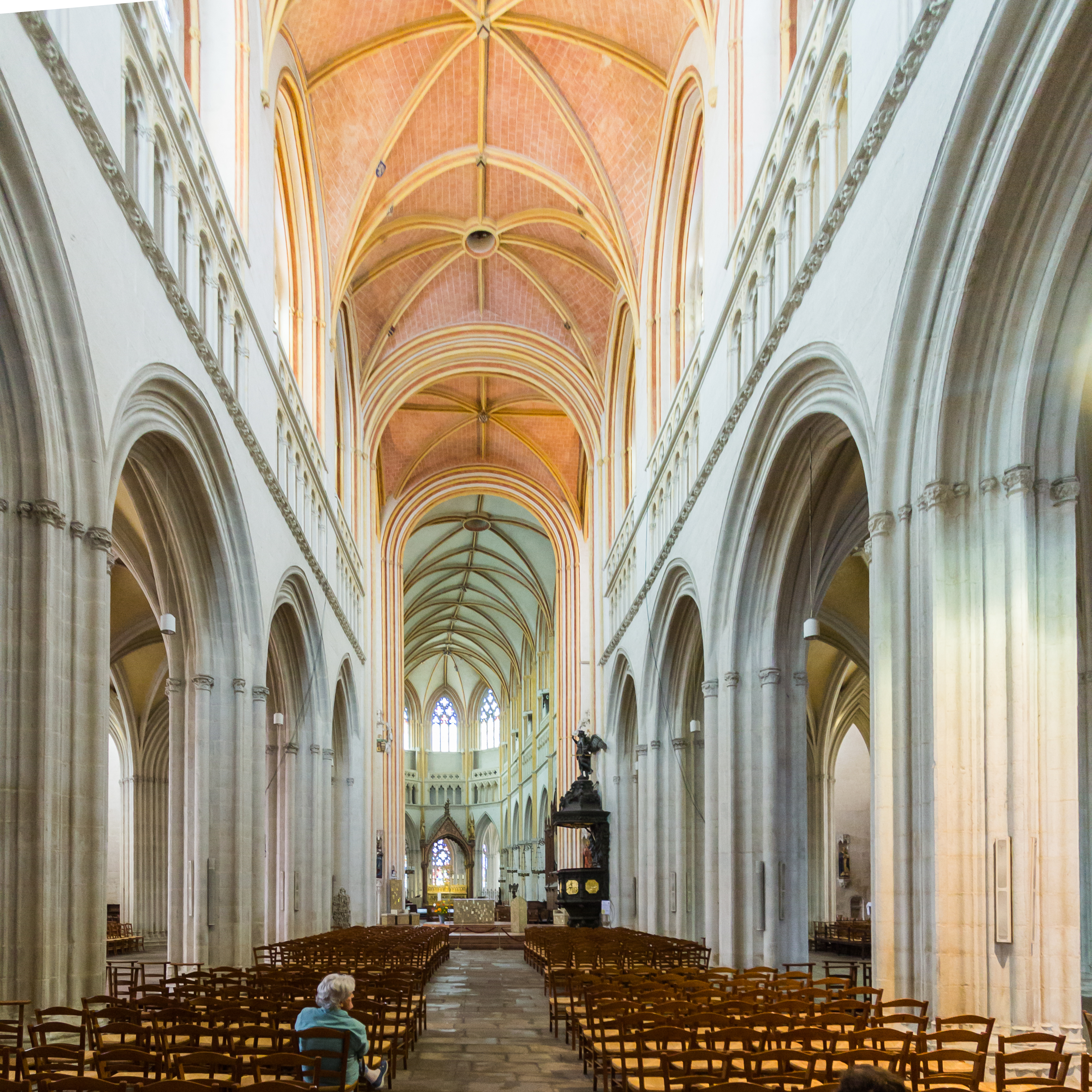
Vista interior de la catedral de Saint-Corentin de Quimper.

## Història
Es va decidir iniciar la construcció de la Catedral l'any 1239, per ordre del bisbe Rainaud, canceller de Pere I, duc de Bretanya. Les obres van avançar al principi a molt bon ritme, però posteriorment es van veure alentides a causa de dificultats d'índole tècnica, financera i també política, ja que el segle XIV està fortament marcat a Bretanya per les diferents Guerres de Successió de Bretanya i el seu corresponent acompanyament de grans epidèmies.
El cor, que va ser consagrat l'any 1287, va ser finalitzat aproximadament cap a l'any 1300, encara que no va quedar completament voltat fins a l'any 1410, ja durant el regnat del duc Joan V.
Es va posar la primera pedra de la façana l'any 1424, però les obres van durar en total vint-i-vuit anys (portada de Sainte-Catherine). Les cúpules de la nau no van estar totes en el seu lloc fins al període entre 1486 i 1493.
Durant la Revolució francesa, la Catedral va ser transformada en temple dedicat a la Raó. Tant el mobiliari com els objectes sacres, sense oblidar les estàtues van ser cremats. L'edifici no va ser retornat al seu anterior ús religiós fins al Concordat de 1801, moment en què es van reprendre els treballs interromputs en la seva construcció. En aquesta època van ser fetes les baranes de les galeries superiors de la nau.
Un dels bisbes de Quimper al segle xix, monsenyor Graveran, va decidir reprendre el projecte de les agulles, que només havien estat esbossades per Claude de Rohan. Per obtenir finançament per a aquests treballs, va imposar als fidels una contribució d'un sou (unitat monetària del moment anual, pel termini total de cinc anys. Amb aquests treballs, a l'interior de la Catedral es «reconstitueix» una atmosfera medieval, i es porta a suprimir els retaules. Es va procedir doncs a la contractació de Yan Dargent perquè efectués l'ornamentació dels murs de les capelles. Finalment, fins a l'any 1854 no van quedar concloses les agulles. cal destacar entre elles una escultura eqüestre de Gradlon, qui va ser coronat com a rei de Cornouaille l'any 388.
Des de fa diversos anys, la Catedral de Saint-Corentin ha estat objecte de diverses campanyes de restauració, finançades pel Ministeri de Cultura de França. Aquestes campanyes pretenien la consolidació de les estructures de la Catedral, així com el reemplaçament de les pedres danyades o la restauració dels seus frescs.

## Galeria d'imatges

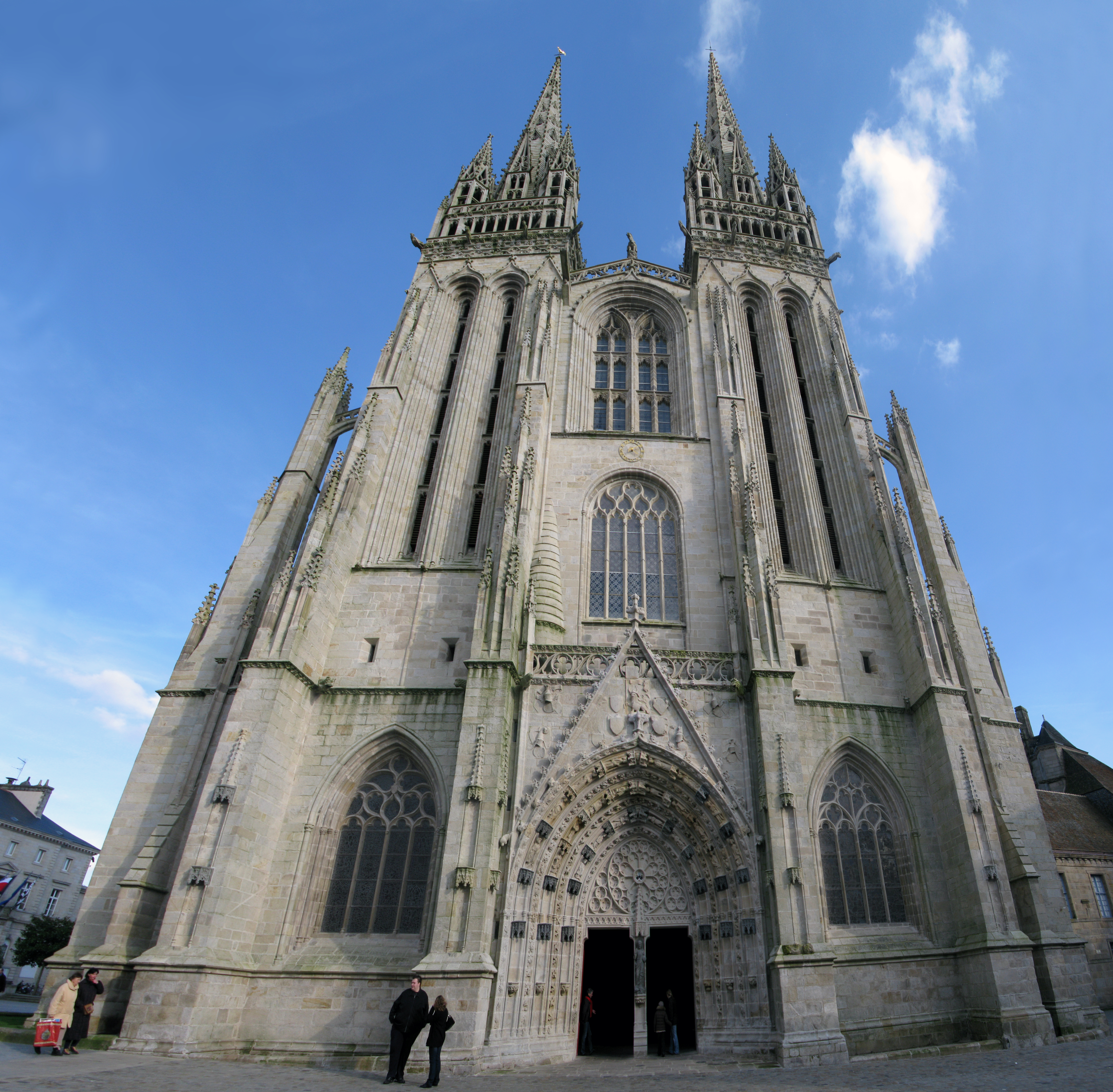
Vista de la catedral
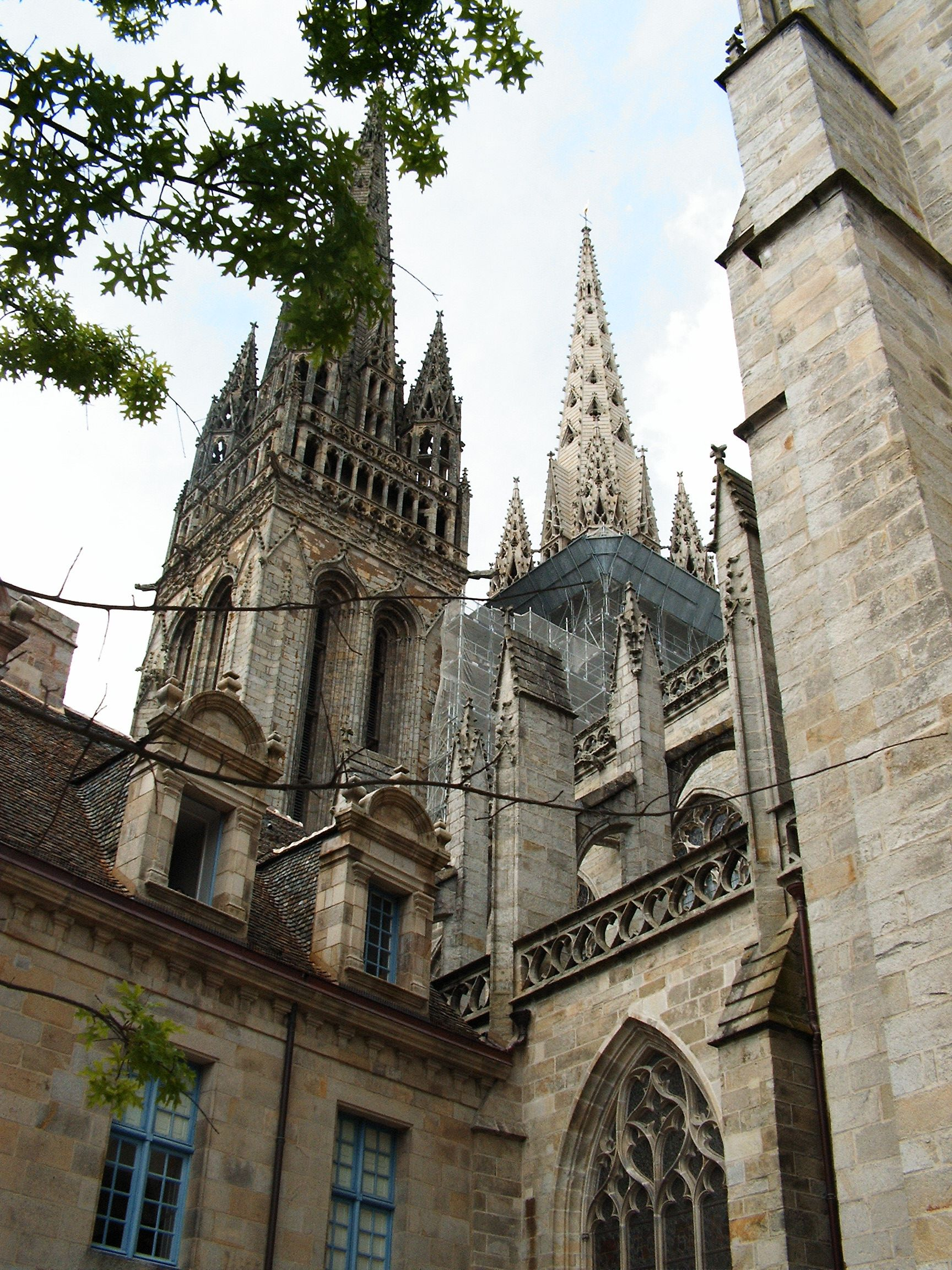
Imatge de la catedral
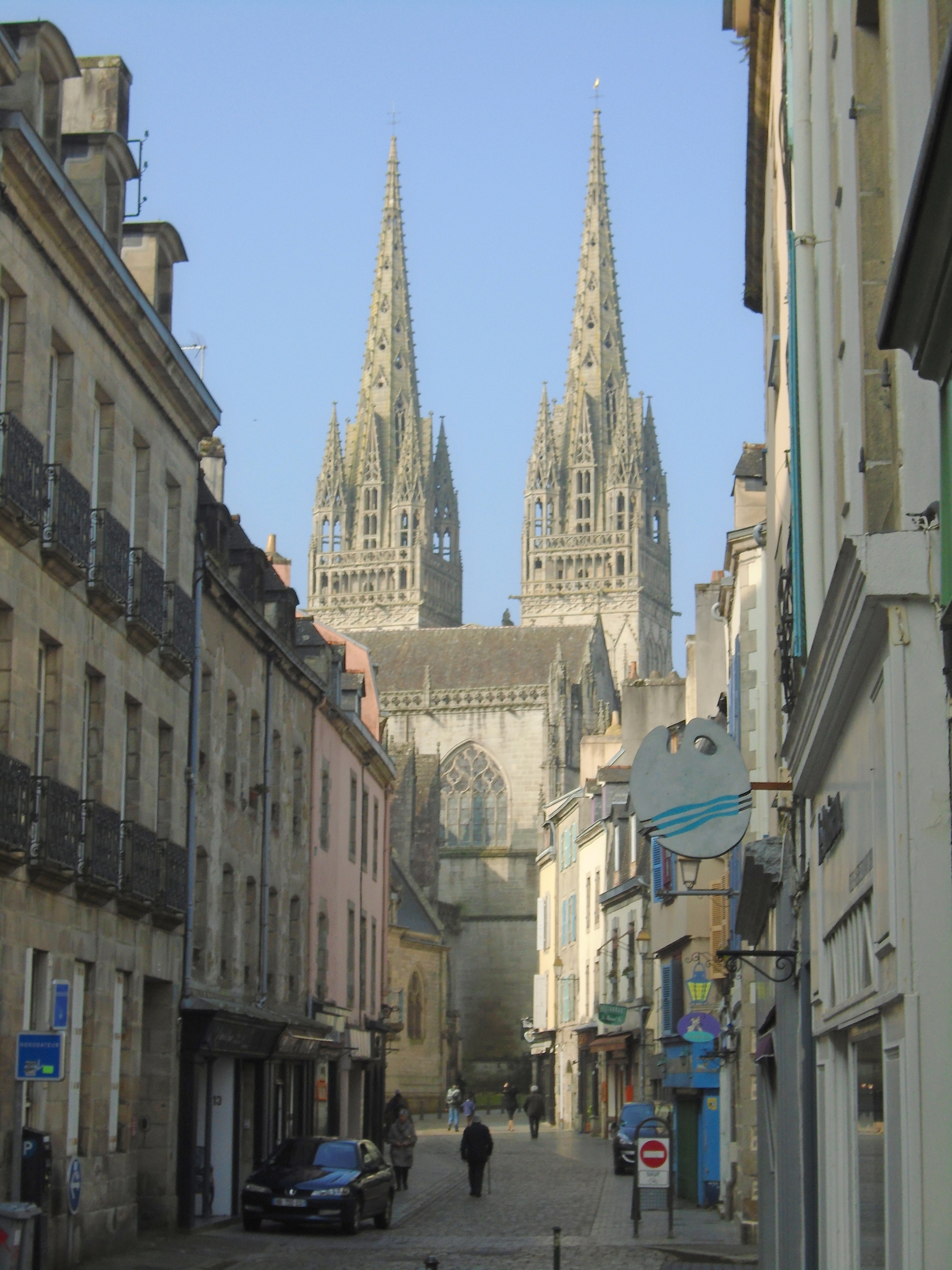
Vista de la catedral des d'un carrer proper
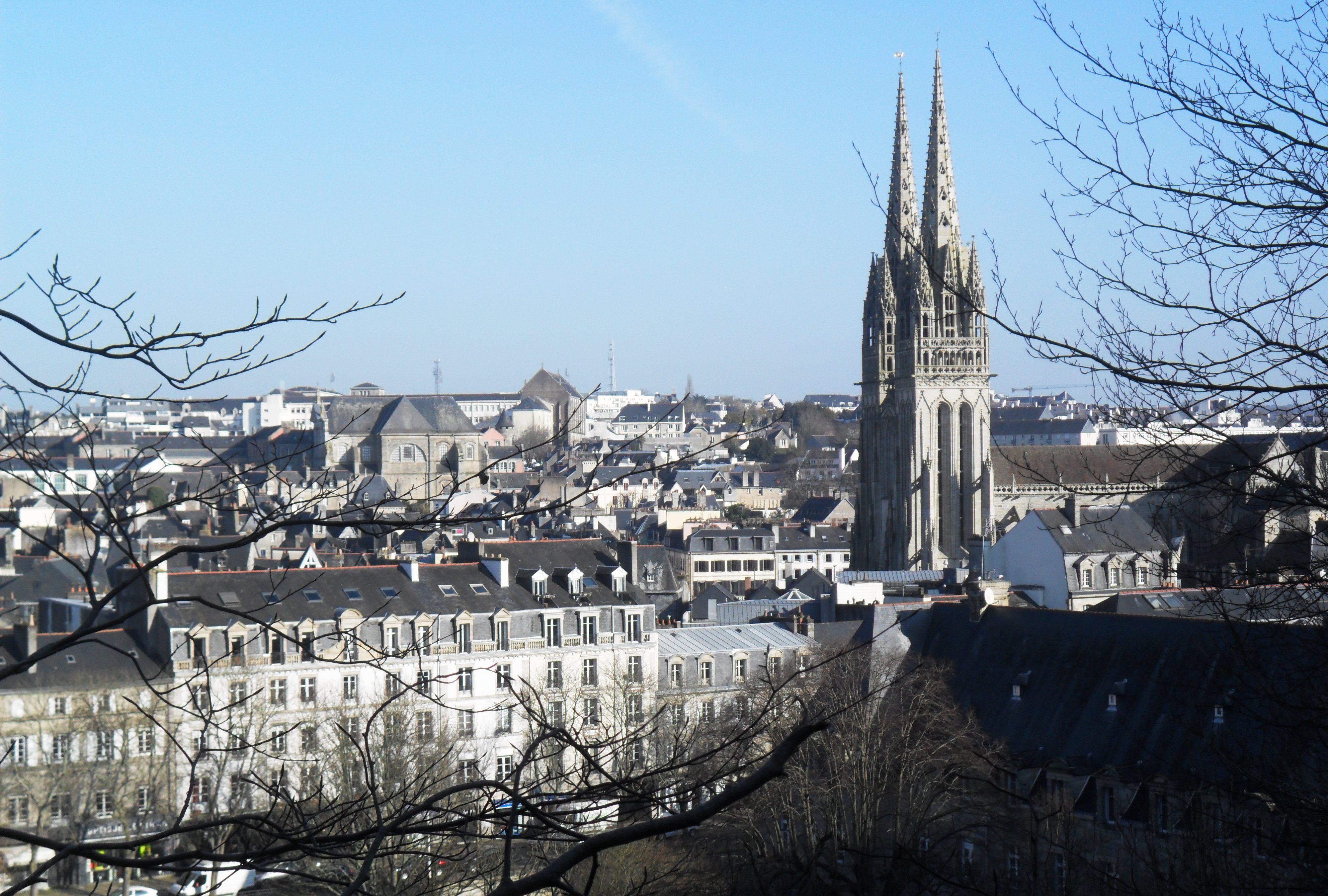
Vista de Quimper i la Catedral.
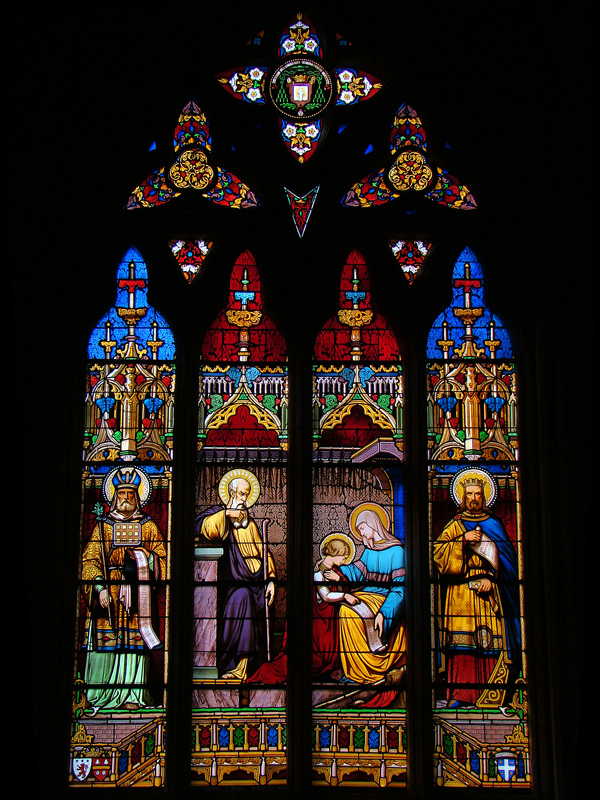
Vitrall de la capella
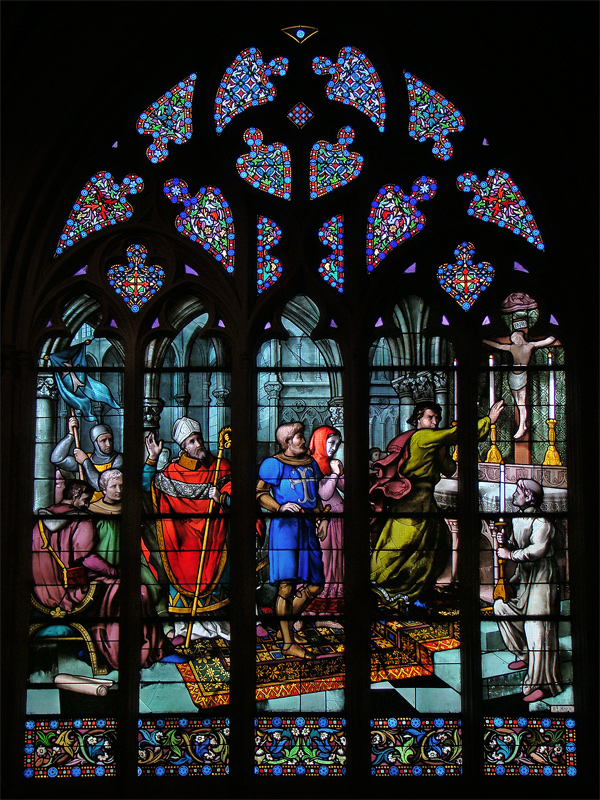
Vitrall de la capella